# يوم الحجاب العالمي
اليوم العالمي للحجاب هو حدث سنوي أسسته ناظمة خان في عام 2013، ويقام في 1 فبراير من كل عام في 140 دولة حول العالم. والغرض منه هو تشجيع النساء من جميع الأديان والطوائف على ارتداء الحجاب وتجربته ليوم واحد وتثقيف ونشر الوعي حول سبب ارتداء الحجاب وتعميق فهم الآخرين عنه وتعزيز التسامح الديني. ذكرت ناظمة خان إن هدفها كان أيضًا تطبيع ارتداء الحجاب.

## نشأته
بالرغم من انتقاد البعض في الغرب على ارتداء الحجاب، وربطه باضطهاد الإناث أو التشدد الديني، فإن ذلك لم يمنع المسلمة البنغالية ناظمة خان، التي تعيش بمدينة نيويورك الأمريكية من ارتدائه، معتبرة أنه رمز للإيمان وللجمال والتواضع. ومن هنا استوحت فكرة اليوم العالمى للحجاب وتم الاحتفال به لأول مرة في عام 2013. 

حاولت ناظمة خان تغيير هذه الصورة النمطية عن الحجاب بإطلاق يوم «يوم الحجاب العالمي»، لجذب التعاطف وتشجيع النساء المسلمات وغير المسلمات اللواتي لا يرتدين الحجاب على ارتداء غطاء للرأس وخوض التجربة، مضيفة أن الهدف من ذلك تعزيز التسامح الديني حول العالم من خلال رفع مستوى الوعي حول الحجاب، ومنوهة أن الحجاب ليس هو تغطية الرأس وحسب، وإنما أيضاً تغطية كل الجسم بما في ذلك الرأس والصدر والذراعين والساقين، إضافة إلى أن تكون هذه ملابس فضفاضة.

وكتبت خان في رسالة عبر البريد الإلكتروني أن «التواضع هو جزء من ديننا الإسلامي،» مضيفةً: «لا يجب التمييز ضد أي شخص لاعتناق دينه».

وكانت خان قد عانت الكثير بعد انتقالها مع عائلتها إلى الولايات المتحدة الأمريكية منذ أن كانت تبلغ من العمر 11 عامًا، من سخرية البعض منها بسبب ارتدائها الحجاب في المدرسة، واستمرت المضايقات في مدرستها الثانوية ومن ثم في الجامعة، وأصبحت أسوأ بعد هجمات 11 سبتمبر.

تحدثت ناظمة عن قرار ارتداءها الحجاب عندما جاءت إلى الولايات المتحدة، وكيف أن قرارها هذا كان سبباً في التحرش بها لفظياّ وجسدياً بسبب الحجاب فأطلقوا عليها بعض المسميات مثل «نينجا» وغير ذلك، وقد عانت في المدرسة والجامعة وتم الاعتداء عليها من قبل زملائها والمعلمين، ومن هنا رغبت ناظمة في أن يكون هذا اليوم سبباً في رفع الوعي حول الحجاب وتغيير الصورة النمطية له.

## تطوره
ولأول مرة، منذ بدء الاحتفال بيوم الحجاب العالمي، منذ ثلاث سنوات، تحول يوم الحجاب العالمي، إلى موضوع شائع على مواقع التواصل الاجتماعي، حيث دعمت النساء الجهد في إحياء هذا الحدث في جميع أنحاء العالم، ويُذكر أن سفراء في 33 بلداً يشاركون في يوم الحجاب العالمي.
ومع بدء اليوم، بدأت ناظمة باستقبال الأخبار من حول العالم عن الاحتفال بهذا اليوم على حسابها في تويتر، طالبة من المشاركين إرسال صورهم لنشرها على الموقع الإلكترونى للحملة والذي عليه تجد الكثير من المعلومات عن الحجاب وأهميته، وعن فكرة اليوم العالمي للحجاب والدول المشاركة وكيفية التطوع والمشاركة، بالإضافة لقصص الكثيرات اللاتي يعبرن عن الحجاب وكيف غيّر في حياتهنّ الشخصية.

## الاعتراف الرسمي
في عام 2017 اعترفت ولاية نيويورك باليوم العالمي للحجاب، واستضاف مجلس العموم احتفالاً بمناسبة اليوم العالمي للحجاب حضرته تيريزا ماي (رئيسة وزراء المملكة المتحدة السابقة). في عام 2021 وافق مجلس النواب الفلبيني على الأول من فبراير ليكون «اليوم الوطني السنوي للحجاب» لتعزيز فهم التقاليد الإسلامية.